# Campanula teucrioides
Campanula teucrioides är en klockväxtart som beskrevs av Pierre Edmond Boissier. Campanula teucrioides ingår i släktet blåklockor, och familjen klockväxter. Inga underarter finns listade i Catalogue of Life.